# Ernst Christian Albert von Tresckow
Ernst Christian Albert von Tresckow (* 8. Dezember 1760 in Magdeburg; † 7. Februar 1831 in Königsberg) war ein preußischer Generalleutnant und Inspekteur der Landwehr im Regierungsdepartement Königsberg.

## Leben

### Herkunft
Seine Eltern waren Johann Christoph von Treschkow (1719–1780) und dessen Ehefrau Maria Sabine, geborene Gallau (Galloni) (1723–1810). Sein Vater war Erbherr auf Schlagenthin und Klein-Wusterwitz sowie preußischer Leutnant a. D.

### Militärlaufbahn
Tresckow kam am 21. April 1775 als Kadett nach Berlin und wechselte am 12. April 1776 auf die Academie Militaire. Am 14. Juni 1782 wurde er als Fähnrich im Infanterieregiment „von Lengefeld“ der Preußischen Armee angestellt und dort am 28. Dezember 1785 zum Sekondeleutnant befördert. Im Feldzug in Polen kämpfte er 1794 im Gefecht bei Warschau und bei Rawka. Während dieser Zeit kam er am 12. April 1794 als Generaladjutant zum Generalleutnant von Schwerin. Am 3. September 1794 erhielt er den Orden Pour le Mérite. Am 13. November 1794 wurde er dann Adjutant des Generalleutnants von Günther.
Am 8. Juli 1795 wurde Tresckow Inspektionsadjutant der Westpreußischen Infanterie-Inspektion des Generals Larisch. Bereits am 16. August 1795 wurde er Stabskapitän und am 2. Februar 1799 Kapitän. Am 8. Juni 1802 wurde er zum Major befördert und am 12. Oktober 1802 kam Tresckow als Kompaniechef in das Infanterieregiment „von Larisch“. Im Vierten Koalitionskrieg wurde er im Gefecht bei Halle verwundet. Infolge der Niederlage Preußens wurde Tresckow 1807 zunächst auf halbes Gehalt gesetzt, bevor er am 23. November 1808 als Kommandant in die Festung Pillau kam. Dafür erhielt er 1800 Taler Gehalt, wovon aber ein Drittel abgezogen wurde. Am 4. Februar 1811 wurde er Oberstleutnant mit Patent zum 8. Februar 1811.
Mit Beginn der Befreiungskriege wurde er am 4. Juni 1813 Oberst und während des Krieges am 19. Juni 1814 Generalmajor. Nach dem Krieg wurde er am 31. März 1815 als Kommandant nach Thorn versetzt, aber bereits am 29. April 1815 wurde er Chef des Generalstabes von Generalleutnant Stutterheim. Am 23. November 1815 wurde er auch Inspekteur der Landwehr im Regierungsdepartement Königsberg in Preußen. Dazu erhielt er am 23. Oktober 1816 den Roten Adlerorden III. Klasse. Am 22. Februar 1820 schied er mit einem Wartegeld von 1500 Talern aus der Armee aus und am 29. Dezember 1825 wurde er mit dem Charakter als Generalleutnant und 1500 Taler Pension in den Ruhestand versetzt.
Für sein 50-jähriges Dienstjubiläum erhielt er am 15. Januar 1826 das Dienstkreuz. Er starb am 7. Februar 1831 in Königsberg und wurde am 14. Februar 1831 auf dem Altroßgärtenschen Friedhof beigesetzt.

### Familie
Tresckow heiratete am 15. Oktober 1797 auf Zinten Charlotte Konstantina Friederike von Sydow (1773–1853), verwitwete Domhardt. Das Paar hatte mehrere Kinder:
- Ernst Friedrich August Karl Wilhelm (1798–1800)
- Eduard Albert Heinrich (1799–1800)
- Ernst August Wilhelm (* 1800)
- Alfred Heinrich Gottlob (* 1802)
- Eduard Ludwig Ferdinand (* 1803)
- Albert Konstantin Gotthilf (18071838), 3. Infanterie-Regiment ⚭ Hortense Cäcilie von Frantzius (1812–1839)[2]
- Adelheid Friederike Karoline Ernestine (1808–1850) ⚭ 1845 Georg Heinrich von Priem (1794–1870)[3], preußischer General
- Rudolf Christian Heinrich Sigismund (1809–1843), 3. Infanterie-Regiment
- Ernestine Sophie Ulrike († 1893) ⚭ Georg Heinrich von Priem
- Rosalie Pauline († 1849)
- Agnes Henriette († 1831)
- Wilhelm Ludwig († 1840), Major a. D.